# キアラ・ディウリオ
キアラ・ディウリオ（Chiara Di Iulio、女性、1985年5月5日 - ）は、イタリアの元バレーボール選手。元イタリア代表。

## 来歴
2010年、イタリア代表に初選出される。同年のトリノ国際大会で代表デビューした。同年10-11月に日本で行われた世界選手権に出場し、5位入賞した。
2010-11シーズンにはCEVカップで優勝し、MVPに輝いた。2011年、モントルーバレーマスターズに出場した。
2013年6月の地中海競技大会で金メダルを獲得した。2013-14シーズンからはアゼルバイジャンスーパーリーグのアゼリョル・バクーに移籍し、井野亜季子とチームメイトであった。

## 球歴
- 世界選手権 - 2010年（5位）

## 受賞歴
- 2011年 CEVカップ　MVP

## 所属クラブ
- ペルージャ（2003-2006年）
- スカボリーニ・ペーザロ（2006-2007年）
- Volley 2002 Forlì（2007-2008年）
- Brunelli Volley Nocera Umbra（2008-2009年）
- ウルビーノ（2009-2011年）
- バレー・ベルガモ（2011-2013年）
- アゼリョル・バクー（2013-2014年）
- River Volley（2014-2015年）
- LJ Volley（2015-2016年）
- サヴィーノ・デルベーネ・スカンディッチ（2016-2017年）
- イル・ビゾンテ・フィレンツェ（2017-2018年）
- Lardini Filottrano（2018-2019年）
- ワクフバンクSK（2019年）
- イゴール・ゴルゴンゾーラ・ノヴァーラ（2019-2020年）